# Retrait militaire français d'Afrique de l'Ouest
Le retrait militaire français d'Afrique de l'Ouest survient à partir de 2022 lorsque la France commence à retirer ses troupes militaires de plusieurs pays d'Afrique de l'Ouest après des décennies de présence et d'interventions militaires, le Mali, le Burkina Faso, le Niger, le Tchad, le Sénégal et la Côte d'Ivoire ayant tous mis fin à leurs accords de défense. Ce retrait coïncide avec une opposition croissante à l'intervention militaire française face à l'insurrection islamiste au Sahel, plusieurs coups d'État militaires instituant des gouvernements défavorables aux intérêts français et des défis politiques intérieurs en France, notamment la crise politique française concomitante de 2024.
Ce retrait massif marque un changement fondamental dans les relations franco-africaines, plusieurs médias et analystes géopolitiques affirmant qu'il représente le déclin de la Françafrique, la sphère d'influence militaire, économique et géopolitique de longue date de la France dans ses anciennes colonies. Ces retraits représentent également le déplacement des intérêts africains des traités de sécurité et de développement avec le monde occidental vers d'autres parties telles que la Chine, l'Inde, les États du Golfe et surtout la Russie dans le cas des pays qui ont annulé les accords de sécurité français.

## Contexte

La Communauté française en 1959.

Après l'accession à l'indépendance de ses colonies africaines à partir de 1959, la France continue à maintenir une sphère d'influence sur les nouveaux pays, ce qui est essentiel à la vision du président de l'époque, Charles de Gaulle, de la France comme puissance mondiale et comme rempart contre l'influence britannique et américaine dans un monde postcolonial. La relation postcoloniale de la France avec l'Afrique, connue sous le nom de Françafrique, apparaît comme un système complexe d'influence politique, économique, militaire et culturelle qui soutient la vision de Charles de Gaulle d'une puissance mondiale française. Fonctionnant par des canaux à la fois formels et informels, ce système est caractérisé par plusieurs éléments clés : la "cellule africaine" de conseillers présidentiels qui façonnent la politique africaine, l'union monétaire de la zone franc, de vastes accords de coopération et des politiques militaires axées sur la stabilité et interventionnistes impliquant l'installation permanente de troupes françaises dans les pays francophones.
Après la décolonisation, la France conclut des accords de défense formels avec de nombreux pays francophones d'Afrique subsaharienne. Ces accords permettent à la France de s'établir comme garant de la stabilité et de l'hégémonie dans la région. La France adopte une politique interventionniste en Afrique, qui se traduit par 122 interventions militaires, en moyenne une fois par an, de 1960 au milieu des années 1990, dans des pays tels que le Bénin (opération Verdier en 1991), la République centrafricaine (opération Barracuda en 1979 et opération Almandin en 1996), le Tchad (opération Bison en 1968-1972, opération Tacaud en 1978, opération Manta en 1983 et opération Épervier en 1986), les Comores (opération Oside en 1989 et opération Azalée en 1995), la République démocratique du Congo (opération Léopard en 1978 et opération Baumier (en) en 1991, alors qu'il s'agt du Zaïre, et opération Artémis en 2003), Djibouti (opération Godoria en 1991), le Gabon (1964 et opération Requin en 1990), la Côte d'Ivoire (opération Licorne en 2002), la Mauritanie (opération Lamantin en 1977), la République du Congo (opération Pélican en 1997), le Rwanda (opération Noroît en 1990-1993, opération Amaryllis en 1994 et opération Turquoise en 1994), le Togo (1986), le Sénégal (empêcher un coup d'État en 1962) et la Sierra Leone (opération Simbleau en 1992). La France intervient souvent pour protéger des ressortissants français, pour réprimer des rébellions ou empêcher des coups d'État, pour rétablir l'ordre ou pour soutenir certains dirigeants africains,.
En 2012, des groupes militants affiliés à Al-Qaïda tentent de s'emparer de certaines parties du Mali dans le but de prendre le contrôle d'autres zones de la région. En raison de ces problèmes pertinents, l'implication de la France s'accroit afin de fournir une assistance militaire aux pays du Sahel. Cela est défini par l'opération Serval, qui est un effort français sous la direction de l'ancien président François Hollande afin d'empêcher les militants islamistes de s'emparer de Bamako, au Mali. Le succès de cette opération est de courte durée car des groupes militants commencent à apparaître dans les pays voisins, notamment au Tchad et au Burkina Faso. En 2014, l'armée française envoie plus de 5 000 soldats au Sahel dans le cadre de l'opération Barkhane afin de soutenir les gouvernements de toute la région dans leur lutte contre les groupes islamistes. À la suite de ces opérations, les forces françaises ne font qu'étendre leur surveillance à l'ensemble du Sahel. Le conflit en cours entre les forces soutenues par la France et les groupes militants djihadistes continue d'avoir des conséquences néfastes, qui entraînent une augmentation des taux de mortalité et de déplacement dans les territoires du Sahel. Rien qu'en 2021, près de 6 000 personnes sont mortes des suites de décès liés au conflit au Mali, au Burkina Faso et au Niger.

## Retrait
En novembre 2024, le chargé des opérations françaises en Afrique, Jean-Marie Bockel, remet au président Emmanuel Macron un rapport sur la reconfiguration de la présence militaire française en Afrique, prônant un partenariat "renouvelé" et "reconstruit". La France prévoit de réduire les forces prépositionnées dont elle dispose sur ses bases militaires. Les nouvelles modalités de la présence militaire française en Afrique prévoient une réduction significative pour ne maintenir qu'un détachement de liaison permanent, tout en adaptant l'offre de coopération militaire aux besoins exprimés par les pays africains. La stratégie met l'accent sur des réductions significatives des effectifs sur toutes les bases, à l'exception de Djibouti et du Gabon,.
L'annulation des accords militaires et le retrait des troupes coïncident avec la crise politique française de 2024, lors de laquelle le président français Emmanuel Macron doit faire face à l'effondrement du gouvernement du Premier ministre Michel Barnier par une motion de censure le 4 décembre,,.
Le 23 janvier 2025, Après le retrait de l’armée française de plusieurs pays d’Afrique, le ministère des Affaires étrangères de la France vas investir à l'avenir « moins de bases, plus d’écoles ». Cette approche au continent africain, se caractérisera par des initiatives portant notamment sur le climat, l’éducation et la santé.

### Mali

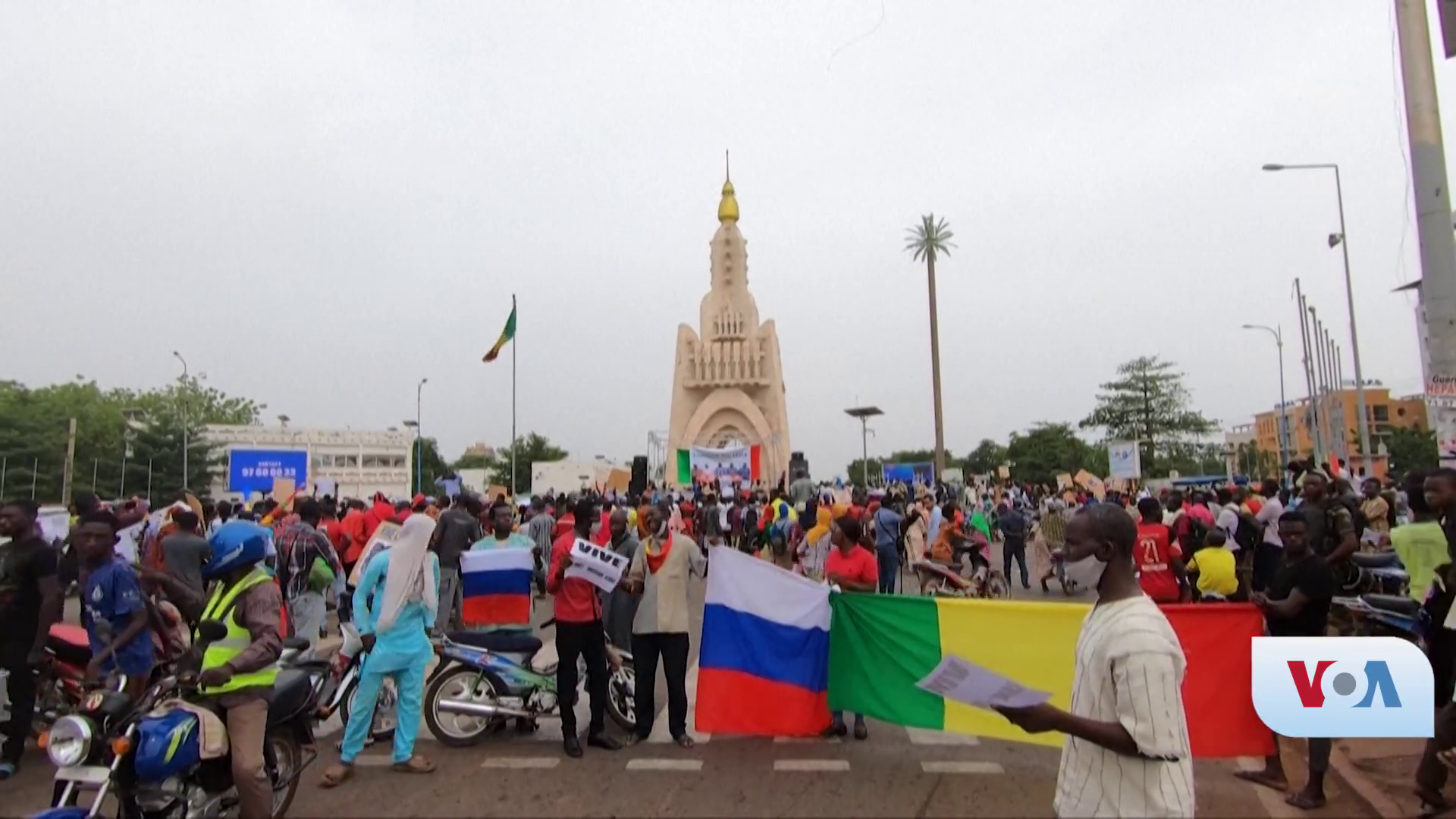
Manifestations à Bamako, au Mali, en faveur du gouvernement militaire à la suite du coup d'État de 2021.

L'opération Serval est une campagne militaire entreprise avec pour objectif principal d'éliminer les extrémistes islamiques de la région nord du Mali, où ils ont lancé une offensive vers les zones centrales du pays. L'opération se termine le 15 juillet 2014 et est remplacée par l'opération Barkhane, lancée le 1er août 2014 pour étendre les opérations de l'armée française sur une vaste zone de la région du Sahel et continuer à combattre les insurgés islamistes dans la région du Sahel. Dans une enquête menée par la Fondation Friedrich-Ebert, moins de cinquante pour cent des personnes interrogées sont satisfaites de la présence de l'armée française dans le pays, en particulier parmi celles interrogées dans le sud du Mali,.
L'opération Barkhane est considérée comme moins réussie que la précédente, principalement en raison de l'absence de succès militaire et en partie à cause des complications liées au retrait des soldats français. À la suite du coup d'État malien de 2021, le président français Emmanuel Macron annonce la fin de l'opération et son intention de retirer progressivement les troupes. Le meurtre de plusieurs civils dans le village de Bounti en 2022, perpétré par des avions de chasse français, déclenche l'une des plus importantes manifestations anti-françaises du Mali contre l'intervention militaire française et l'opération Barkhane,.
Le 18 mars 2022, le gouvernement militaire du Mali demande à la France de retirer ses troupes "sans délai". Le président Macron répond cependant qu'environ 5 000 soldats français quitteront le Mali de manière "ordonnée" au cours des quatre à six prochains mois, afin d'assurer la protection de la Mission multidimensionnelle intégrée des Nations unies pour la stabilisation au Mali (MINUSMA) et des forces d'autres nations stationnées au Mali. La France achève son retrait militaire du Mali le 15 août 2022, marquant la fin de son intervention militaire de près de dix ans.

### Burkina Faso

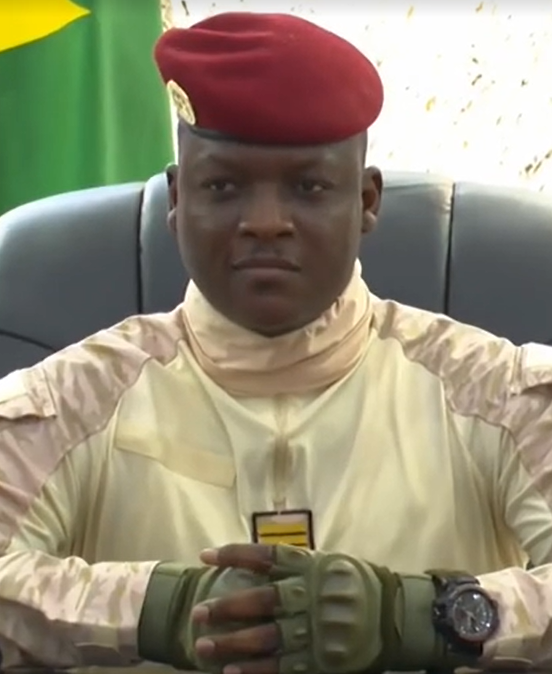
Ibrahim Traoré en 2023.

Un accord militaire de 2018 entre la France et le Burkina Faso a permis le déploiement d'environ 400 soldats des forces spéciales françaises pour mener des opérations de lutte contre le terrorisme dans le pays. Cet accord s'inscrit dans le cadre d’une implication militaire plus large de la France dans la région du Sahel, visant à combattre les groupes armés affiliés à Al-Qaïda et à l'État islamique qui a pris le contrôle de territoires substantiels. Le Burkina Faso abrite d'importantes installations militaires pour la France et les États-Unis, ainsi qu'une base logistique allemande.
Le Burkina Faso connaît un coup d'État militaire en septembre 2022, qui conduit à la mise en place d'un gouvernement de transition sous la direction du président Ibrahim Traoré. Cette nouvelle administration met l'accent sur la souveraineté nationale et l'autonomie en matière de sécurité, le porte-parole du gouvernement Rimtalba Jean Emmanuel Ouedraogo déclarant que les autorités burkinabè cherchent à devenir les principaux acteurs de la reprise de leur territoire aux groupes armés. Après le coup d'État, de multiples manifestations ont lieu pour réclamer le retrait des troupes françaises et de la présence diplomatique, culminant avec une attaque contre le centre culturel français de Ouagadougou en octobre 2022.
En janvier 2023, le gouvernement militaire du Burkina Faso annonce officiellement la fin de son accord militaire avec la France. Cette décision nécessite le retrait d'environ 400 membres des forces spéciales françaises du pays dans un délai d'un mois. Le Premier ministre du Burkina Faso, Apollinaire Joachim Kyélem de Tambèla, approuve explicitement une réorientation loin de la France et des puissances occidentales vers l'établissement de liens militaires avec des entrepreneurs militaires russes, à la suite de discussions avec des diplomates russes et d'une visite diplomatique à Moscou en décembre 2022. Le président français Emmanuel Macron demande initialement des éclaircissements sur cette décision, tout en exprimant son inquiétude quant à l'influence croissante de la Russie dans la région, qu'il qualifie de "prédatrice".
Février 2023 marque la fin officielle des opérations militaires françaises au Burkina Faso, marquée par une cérémonie officielle de descente du drapeau dans un camp militaire près de Ouagadougou, à laquelle assistent des officiers supérieurs des deux nations.

### Niger
Au lendemain du coup d'État de 2023 et de la crise qui suit, des milliers de nigériens prennent d'assaut l'ambassade de France. Ses murs et ses portes sont incendiés et endommagés après avoir été surmontés de drapeaux russes. Les manifestants appellent également à une intervention immédiate du groupe Wagner,. Le 25 août, la junte ordonne à l'ambassadeur de France Sylvain Itté de quitter le pays dans les 48 heures,,.
En août 2023, le Niger dénonce "les accords de coopération dans le domaine de la sécurité et de la défense" avec la France par un décret annonçant la fin des différents accords militaires et de défense avec la France. Peu de temps après, le président français Emmanuel Macron annonce son intention de mettre fin à sa présence militaire au Niger, Macron déclarant "nous ne sommes pas là pour faire de la politique intérieure et être les otages des putschistes". La France ne reconnaît pas le leadership de facto du Niger, affirmant que Mohamed Bazoum est le leader légitime.
En décembre 2023, il est annoncé que la France a l'intention de fermer son ambassade à Niamey, car elle n'est pas en mesure d'effectuer des tâches diplomatiques en raison des restrictions imposées par la junte au pouvoir.

### Tchad

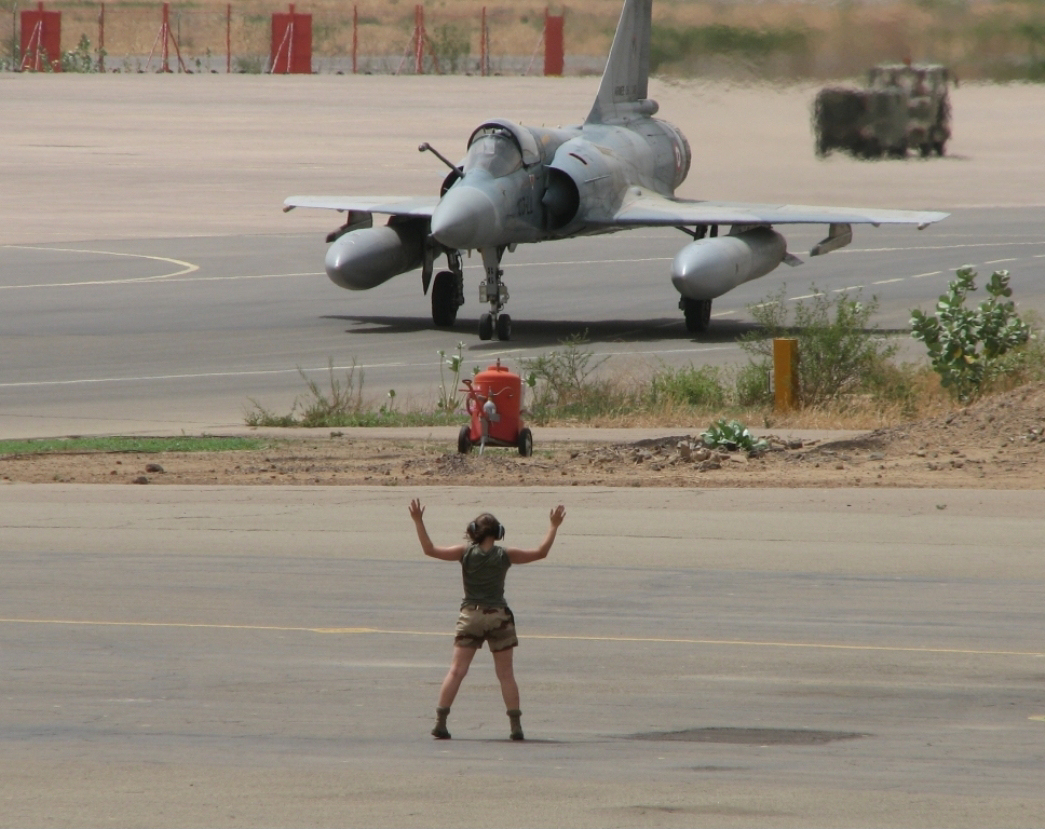
Un Mirage 2000C français sur la base aérienne 172 Fort-Lamy en 2009.

L'administration tchadienne exprime son mécontentement face au soutien financier limité de la France et de l'Union européenne aux processus électoraux à la suite de la transition politique du pays après la mort d'Idriss Déby. En outre, des désaccords apparaissent concernant le soutien du Tchad aux Forces de soutien rapide dans la guerre civile soudanaise qui débute en avril 2023.
Le 28 novembre 2024, le Tchad annonce la fin d'un accord de coopération en matière de défense et de sécurité avec la France,, datant de 1966 et révisé en 2019. Selon un communiqué du gouvernement, le Tchad entend entretenir "des relations constructives avec la France dans d'autres domaines d'intérêt commun, au bénéfice des deux peuples". Le 29 novembre, la France prend acte de la dénonciation des accords de coopération en matière de défense et de sécurité avec le Tchad. Le 5 décembre, le Tchad met en place une commission chargée de mettre en œuvre la dénonciation des accords de coopération militaire entre la France et le Tchad. La France annonce, pour sa part, avoir engagé des discussions sur la résiliation du contrat de coopération militaire et de sécurité avec le Tchad. Le 6 décembre, des manifestations en faveur de la résiliation des accords de coopération militaire ont lieu au Tchad. Le 10 janvier 2025, la base militaire d'Abéché est rétrocédée au Tchad, par la France. Le 30 janvier 2025, L’armée française rétrocéde sa dernière base militaire à l’armée tchadienne, mettant fin à une présence française au Tchad.
Le ministre tchadien des Affaires étrangères, Abderaman Koulamallah, qualifie cette décision d'affirmation de la souveraineté nationale, qualifiant l'accord militaire existant d'obsolète et de non-adapté aux réalités géopolitiques contemporaines. Le ministre souligne que cette décision ne représente pas une simple substitution d'une puissance étrangère à une autre, mais plutôt un réétalonnage fondamental des partenariats stratégiques du Tchad.
la ministre française déléguée à la mémoire et aux anciens combattants Patricia Mirallès, confirme que  toutes les troupes françaises, présents au Tchad, seront parties dans le respect des délais.
Avant la fin de l'accord de défense, la France maintenait environ 1 000 militaires au Tchad, stationnés sur les bases d'Abéché et de la base aérienne 172 Sergent chef Adji Kosseï a N'Djaména. Le processus de retrait commence avec l'évacuation des forces françaises de leur base de Faya-Largeau, située dans le nord du Tchad. L'évacuation se déroule rapidement, avec un contingent initial de 120 soldats partant pour la France, accompagnés de 70 tonnes de marchandises transportées par avion Antonov 124. Le rapatriement des véhicules militaires restants a lieu via le port camerounais de Douala d'ici janvier 2025. rapatrier le matériel militaire français du Tchad via le port de Douala au Cameroun peut prendre plusieurs mois. La base aérienne est rétrocéder le 30 janvier 2025

### Sénégal

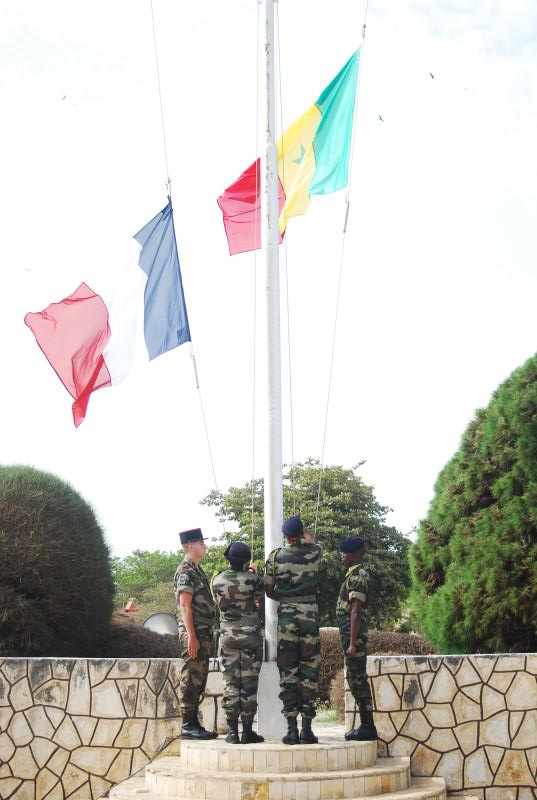
Cérémonie de restitution de la base aérienne 160 Dakar-Ouakam le 9 juin 2010. La base est fermée le 31 juillet 2011.

En novembre 2024, le Sénégal annonce son intention de mettre fin à la présence militaire française de 350 soldats de ce qui est, depuis le 1er août 2011, les Éléments français au Sénégal et auparavant les Forces Françaises du Cap Vert, sur son territoire, devenant ainsi la première nation démocratiquement gouvernée de la région à demander le retrait français. L'annonce coïncide avec le 80e anniversaire du massacre de Thiaroye, considéré comme un moment crucial dans les relations franco-sénégalaises où entre 35 et 300 soldats français d'Afrique de l'Ouest sont tués et lynchés par l'armée française en raison de leurs protestations contre les mauvaises conditions de vie et le non-paiement de leurs salaires. Le président du Sénégal Bassirou Diomaye Faye, élu sur un programme mettant l'accent sur la souveraineté nationale et économique du monde occidental et demandant des réparations contre la France pour les torts historiques, fixe un calendrier pour un retrait complet "d'ici fin 2025".
Le 7 mars 2025, La France restitue plusieurs installations utilisées par l’armée française au Sénégal, les premières transférées dans le cadre, de son retrait militaire du Sénégal, où elle était présente depuis 1960.
Le 1er juillet 2025, l'Ambassade de France au Sénégal annonce que la France rétrocède la station d'émission interarmées de Rufisque qui était chargée, depuis 1960, « des communications sur la façade atlantique sud ». Cette rétrocession, qui s’est faite par une signature, est la quatrième remise,. La rétrocession des dernières infrastructures militaires françaises au Sénégal, l'aéroport et le camp Geille situés à Ouakam ainsi que quatre villas situées à Plateau, est organisé le 17 juillet 2025 lors d’une cérémonie militaire,.

### Gabon
Le Gabon abrite l'une des deux dernières bases permanentes de l'armée française en Afrique, la France poursuit son désengagement. à partir du 1er juillet 2025, seuls une centaine de soldats français resteront à Libreville, contre plus de 1 000 il y a une décennie. Cette coopération se modernise et prend désormais la forme d'une académie, à travers la co-finance de l'École d'administration des forces de défense de Libreville.

### Côte d'Ivoire
En décembre 2024, les autorités ivoiriennes annoncent que les Forces françaises en Côte d'Ivoire se retireront du pays. Le président Alassane Ouattara révèle le retrait prévu lors de son discours de fin d'année, le qualifiant de décision mutuelle prise en coordination avec les autorités françaises. L'annonce met l'accent sur la modernisation des forces armées de la République de Côte d'Ivoire comme un facteur clé permettant la transition. Dans le cadre du plan de retrait, le contrôle de l'installation militaire stratégique de Port-Bouët sera transféré des forces françaises aux forces ivoiriennes. À l'époque, le pays abrite le plus grand nombre de troupes françaises restantes stationnées en Afrique de l'Ouest, avec environ 600 militaires stationnés là-bas,. Le 20 février 2025, la France rétrocède le camp militaire de Port-Bouët à la côte d'ivoire, quelle occupais depuis plus de 50 ans.

## Impact

### Afrique

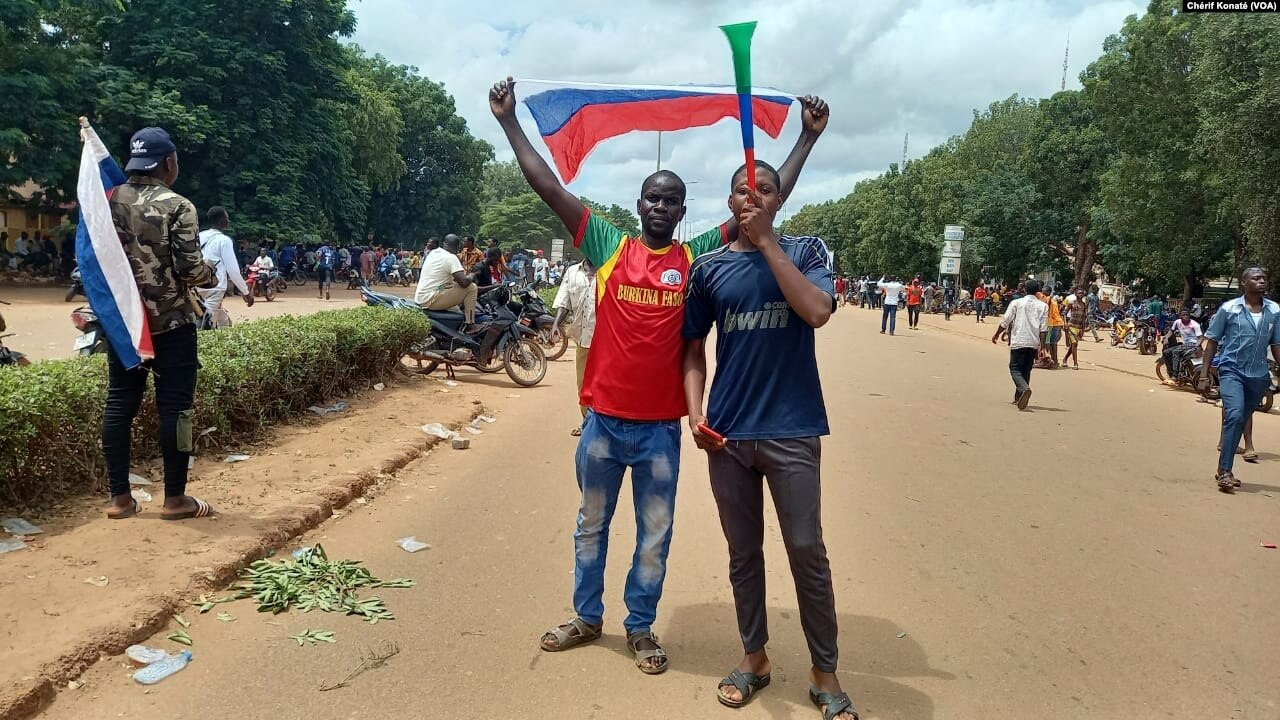
Des civils burkinabés manifestent leur soutien à la Russie après la réouverture de son ambassade en 2023.

La réduction de la présence militaire française coïncide avec l'augmentation de l'influence russe dans la région. Après le retrait des forces françaises, les gouvernements du Mali, du Burkina Faso et du Niger renforcent leurs liens avec la Russie, acceptant le déploiement de mercenaires russes pour soutenir les opérations de contre-insurrection au Sahel. Tout au long de l'année 2024, l'engagement russe avec les deux pays s'intensifie, avec notamment des réunions de haut niveau entre le président russe Vladimir Poutine et le ministre russe des Affaires étrangères Sergueï Lavrov avec les dirigeants tchadiens. Les efforts diplomatiques russes comprennent des tentatives de négociation de nouveaux accords de coopération militaire, en particulier pour obtenir un accès au port du Sénégal afin de soutenir ses opérations régionales.
Au début de 2025, le nombre de troupes françaises en Afrique a considérablement diminué, les forces restantes étant principalement limitées aux installations de Djibouti et du Gabon, totalisant moins de 2 000 personnes. Au premier semestre de 2024, le nombre de victimes civiles dans les régions touchées augmente de 25%, avec 3 064 décès enregistrés par le projet Armed Conflict Location and Event Data (en). Bien qu'il ne soit pas possible d'établir une relation de cause à effet directe entre le retrait français et l'augmentation de la violence, les analystes de la sécurité notent que le retrait des soldats français crée un vide sécuritaire important. Plusieurs accords sont conclus entre les pays francophones africains et les parties internationales afin de rétablir la stabilité, notamment des partenariats militaires avec les forces russes et un accord entre le Tchad et les Émirats arabes unis impliquant une aide financière des Émirats arabes unis en échange de la fourniture par le Tchad d'un aéroport destiné à servir de plaque tournante logistique en soutien aux Forces de soutien rapide (RSF) dans la guerre civile soudanaise,,.

### France
L'Institute for the Study of War rapporte que les annonces du Tchad et du Sénégal de mettre fin à leurs accords de défense entraînent un affaiblissement de la présence logistique et militaire restante de la France en Afrique centrale et occidentale, et un déclin supplémentaire de l'influence de la France sur ses anciens territoires coloniaux. La France répond généralement à son influence décroissante dans les pays africains francophones en renforçant ses liens économiques avec les pays anglophones africains, en particulier le Nigeria et l'Afrique du Sud, qui deviennent les principaux partenaires commerciaux de la France en Afrique.
Après le retrait militaire français d'Afrique, Des sociétés militaires privées ont rapidement proposé leurs services aux États souhaitant externaliser un large spectre de missions allant du soutien logistique, la sécurisation d'emprises, la formation, et la protection de personnalités.

## Analyse
Mvemba Phezo Dizolele, directeur et chercheur principal du programme Afrique du Center for Strategic and International Studies, considère que le retrait des troupes françaises est un signe de la résistance des populations africaines à une éventuelle expansion de l'OTAN en Afrique en raison de l'histoire coloniale et postcoloniale de l'Europe et de ses interventions militaires infructueuses. Le groupe de réflexion note que l'accent mis par la France et l'OTAN sur la sécurité dure est mal adapté aux besoins primaires de l'Afrique centrés sur le développement des infrastructures. En revanche, les approches de partenariat global combinant défense, sécurité, technologie et développement des infrastructures de la Chine, de l'Inde et de la Turquie répondent mieux à ces exigences fondamentales de développement, ce qui entraîne un changement des relations.
Catherine Nzuki, chercheuse associée au programme Afrique du CSIS, considère ces retraits comme une représentation du rejet du paternalisme dans les relations ouest-africaines, impliquant l'utilisation de moyens de pression par les États les plus puissants pour influencer les décisions des États les plus faibles. Elle souligne la présence de cette dynamique dans le concept de Françafrique, qui caractérise des décennies d'interventions militaires, d'engagement politique et d'influence économique de la France dans les anciennes colonies. Elle déclare que les tentatives françaises d'établir des relations plus équilibrées et réciproques avec les anciennes colonies après plusieurs coups d'État menés par des juntes anti-françaises sont généralement considérées comme superficielles et dépourvues de changements diplomatiques substantiels.
Jonathan-Fenton Harvey, analyste et chercheur en géopolitique du Moyen-Orient et de l'Afrique, considère le retrait des troupes françaises d'Afrique de l'Ouest, et en particulier du Tchad, comme un tournant important dans les affaires géopolitiques occidentales et africaines. Il note que le Tchad et le Sénégal représentent "une pierre angulaire" de la stratégie militaire française en Afrique, facilitant la projection de puissance au Sahel, en Afrique centrale et en Libye, ce qui, pour la région du Sahel, a correspondu à l'engagement du gouvernement militaire auprès des entrepreneurs militaires russes.
Il pense que ces retraits représentent un mouvement français de l'Afrique francophone vers les pays africains anglophones comme le Nigeria, en raison de l'histoire coloniale de la France qui présente moins d'obstacles. Ce pivot stratégique comprend des accords économiques importants avec le Nigeria, la plus grande économie d'Afrique. En revanche, il note que le changement des pays africains francophones vers la recherche de partenariats avec des pays extérieurs au monde occidental, notamment la Chine, l'Inde, la Turquie et les Émirats arabes unis, reflète l'émergence d'un ordre mondial multipolaire dans lequel les traités militaires et les relations historiques antérieures deviennent de moins en moins importants pour déterminer les relations internationales.